# 九州大学伊都地区
九州大学伊都地区（きゅうしゅうだいがくいとちく）は、福岡県福岡市西区元岡744番地に所在する九州大学のキャンパス。伊都キャンパスともいう。

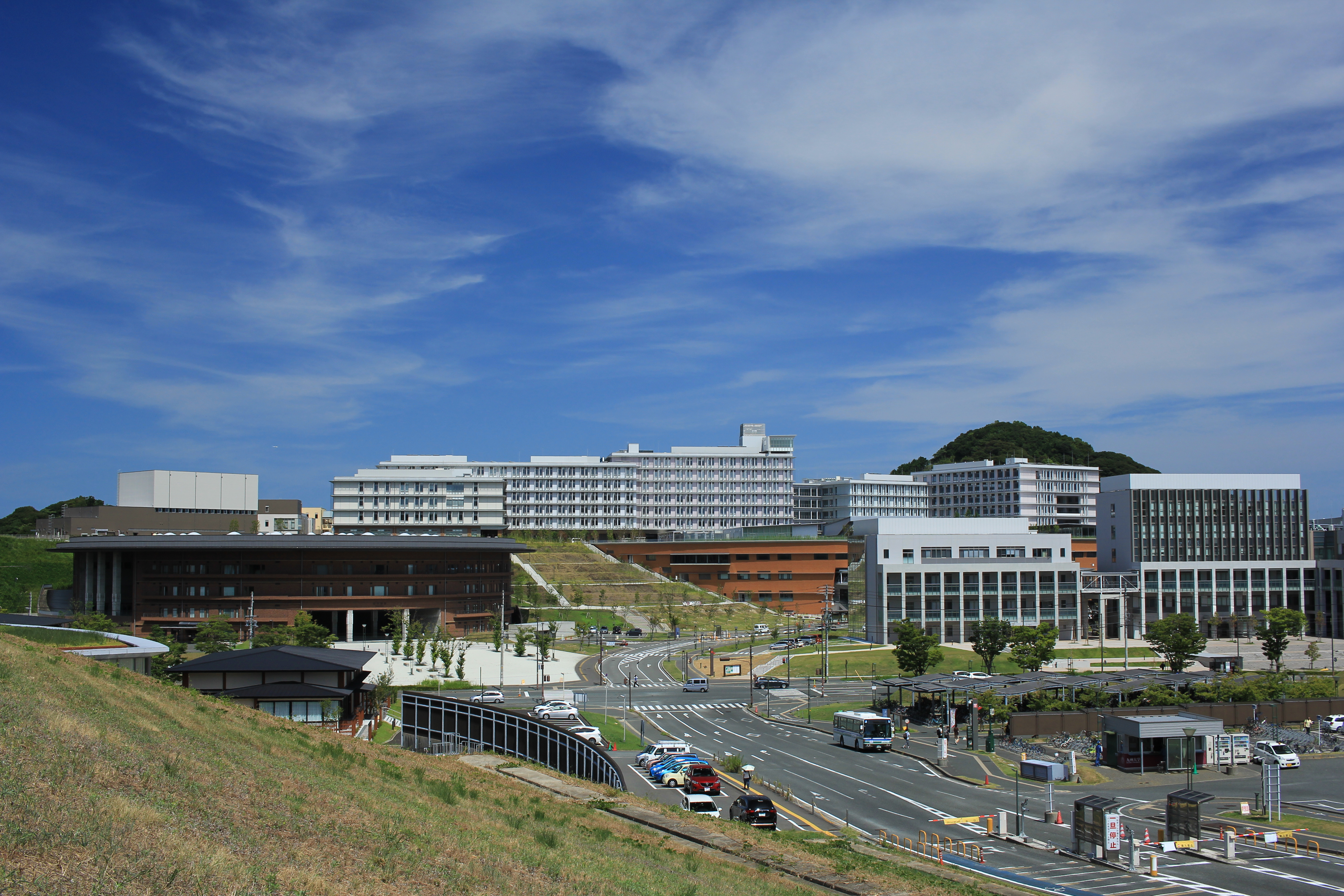
伊都キャンパス センターゾーン・イーストゾーン

## 概要

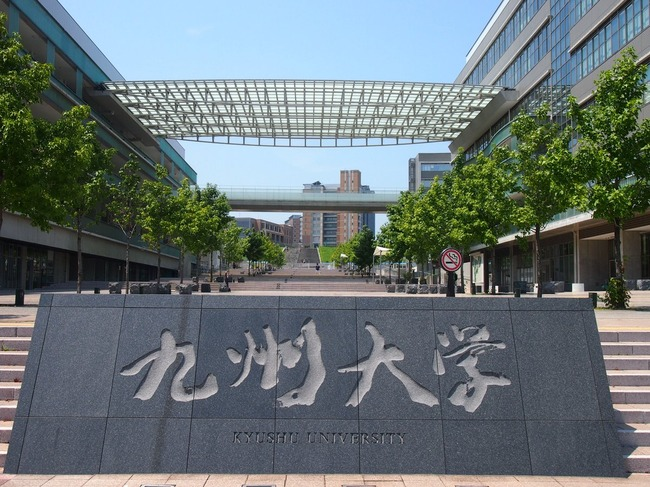
九州大学 正面

後述の移転計画により2005年（平成17年）10月1日に開設された新キャンパスである。学生寄宿舎として、ドミトリーI、ドミトリーIIが設置されている。また、伊都新キャンパス情報発信拠点Big Orange（ビッグオレンジ）が設けられている。正式キャンパス名は「伊都地区」であるが、計画段階で使われていた「元岡地区」の呼称も浸透している。「伊都」は、キャンパスが立地する糸島半島にあったとされる伊都国に因んで糸島市などがしばしば用いている愛称であり、住所表記上の地名ではない。
図書館・食堂・自販機・売店（大学生協とローソンの計2店舗）・書店（紀伊国屋書店）・ATM等が利用可能である。学生寮は2006年（平成18年）秋から1棟が供用されている。
- 使用学部：文学部、教育学部、法学部、経済学部、工学部、理学部、農学部、共創学部、基幹教育院（初年度の1年間）
- 使用研究院・学府：人文科学府／研究院、人間環境学府／研究院、法学府／研究院、法務学府、経済学府／研究院、工学府／研究院、理学府／研究院、数理学府／研究院、システム情報科学府／研究院、システム生命科学府、生物資源環境科学府／農学研究院、地球社会統合科学府、比較社会文化学府／比較社会文化研究院、言語文化研究院
- 使用附属施設：カーボンニュートラル・エネルギー国際研究所、マス・フォア・インダストリ研究所、水素エネルギー国際研究センター、稲盛フロンティア研究センターなど
- 総面積：2,717,130m2[2]

## 歴史
- 2003年（平成15年）1月15日 - 起工式[3]。
- 2005年（平成17年）10月 - 第I期第一陣（機械航空工学部門群、物質科学工学部門群）移転[4]。
- 2005年（平成17年）12月7日、水素ステーションの試運転中に酸素パイプ破裂事故が起こった[5]。
- 2006年（平成18年）10月 - 第I期第二陣（地球環境工学部門群、システム情報科学研究院）移転[4]。
- 2009年（平成21年）4月 - センターゾーンがオープンし全学教育（現：基幹教育院）が六本松地区より移転。
- 2009年（平成21年）10月1日 - 伊都図書館が完成。数理学府／研究院が箱崎、六本松地区から数理学研究教育棟（情報基盤研究開発センター移転予定地）へ仮移転。
- 2014年（平成26年）4月1日 - 九州大学本部が箱崎地区より移転[6]。
- 2015年（平成27年）10月1日 - 理学部・理学府／理学研究院・システム生命科学府が箱崎地区より移転。また、数理学研究院が数理学研究教育棟からウエスト1号館へ移転。
- 2016年（平成28年）10月1日 - 情報基盤研究開発センターが箱崎地区より移転。
- 2018年（平成30年）10月1日 - 文系4学部と人間環境学府／研究院・工学部建築学科、生物資源環境科学府／農学研究院・農学部が箱崎地区より移転し、箱崎地区からの移転が完了した。

## 施設
キャンパス内はセンターゾーン・ウエストゾーン・イーストゾーンに分かれている。

### センターゾーン

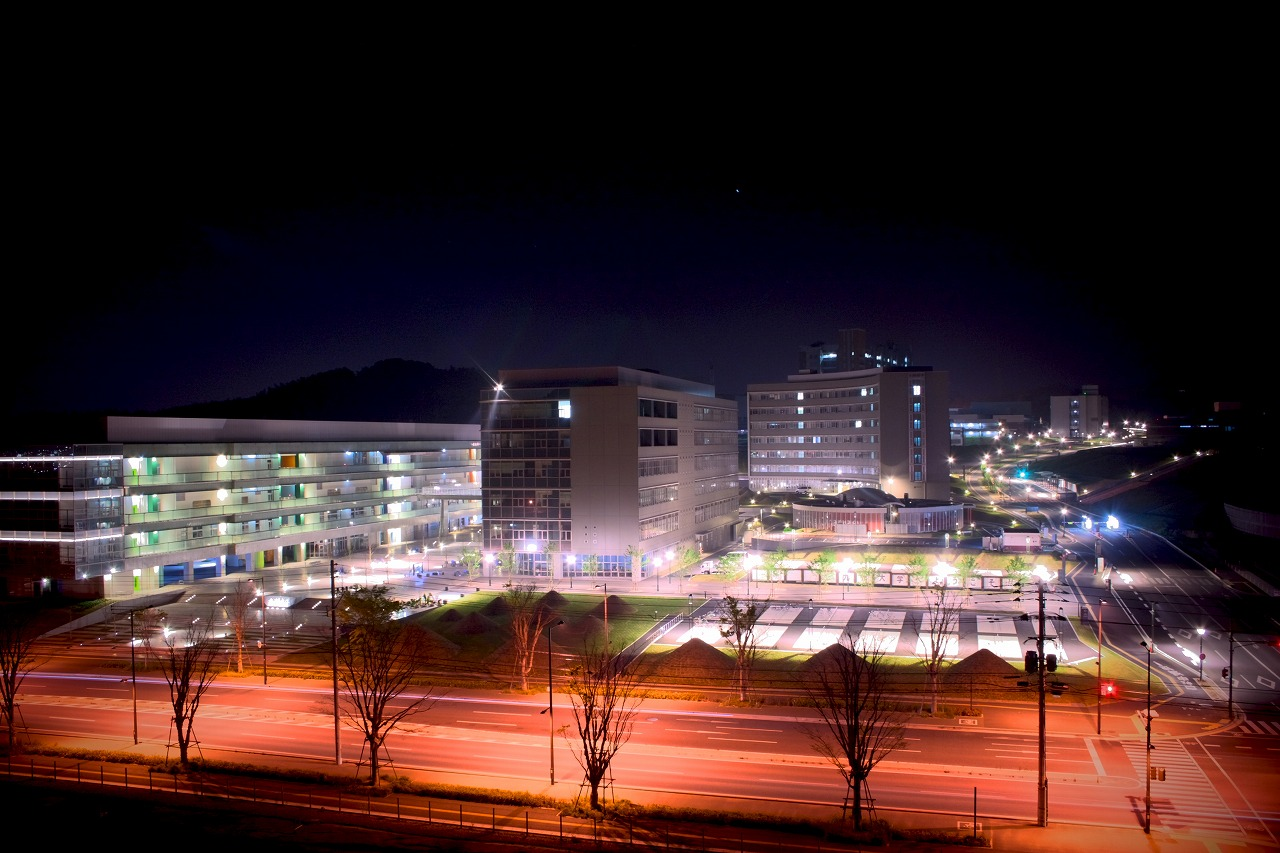
センター4号館から眺めたセンターゾーン。なお、撮影時に駐輪場は未完成である。

2009年（平成21年）4月にオープン。旧教養部の流れを汲む基幹研究院が置かれ、学部1・2年生対象の基幹教育（旧：全学教育）が行われている。ゾーンは福岡県道567号桜井太郎丸線によって東西に分かれている。東側には椎木講堂や、カーボンニュートラル・エネルギー国際研究所も置かれている。西側には総合体育館や、皎皎舎（書店・売店）、亭亭舎などがある。

### ウエストゾーン

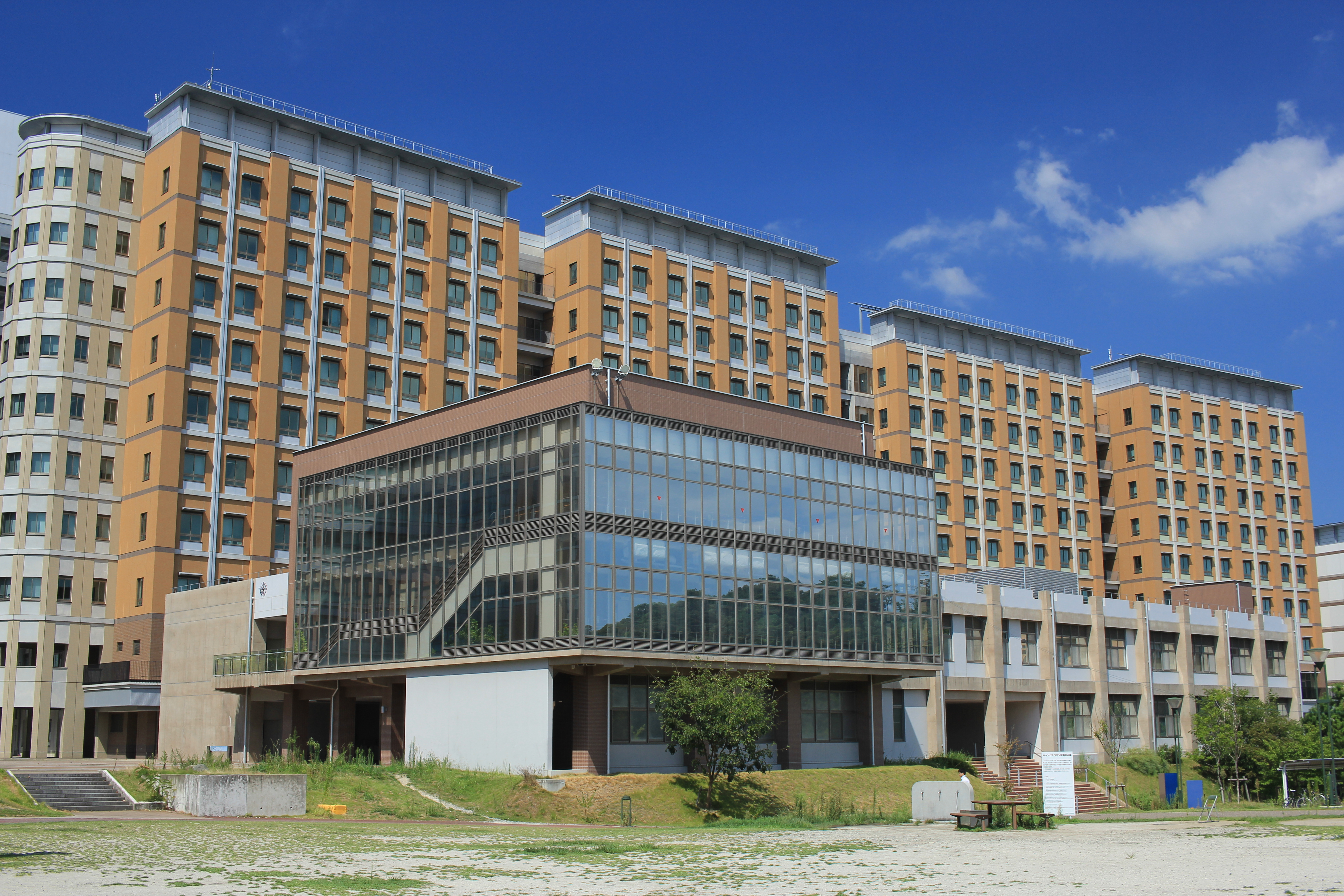
ウエスト2号館と総合学習プラザ。

伊都地区の中で最も早くオープンしたゾーンで、2005年（平成17年）10月にオープン。理学部・工学部・農学部といった理系学部が置かれ、理系研究施設が集中している。理系図書館や、北部にある総合グラウンドを中心とした運動施設ゾーン、附属農場などがある。

### イーストゾーン

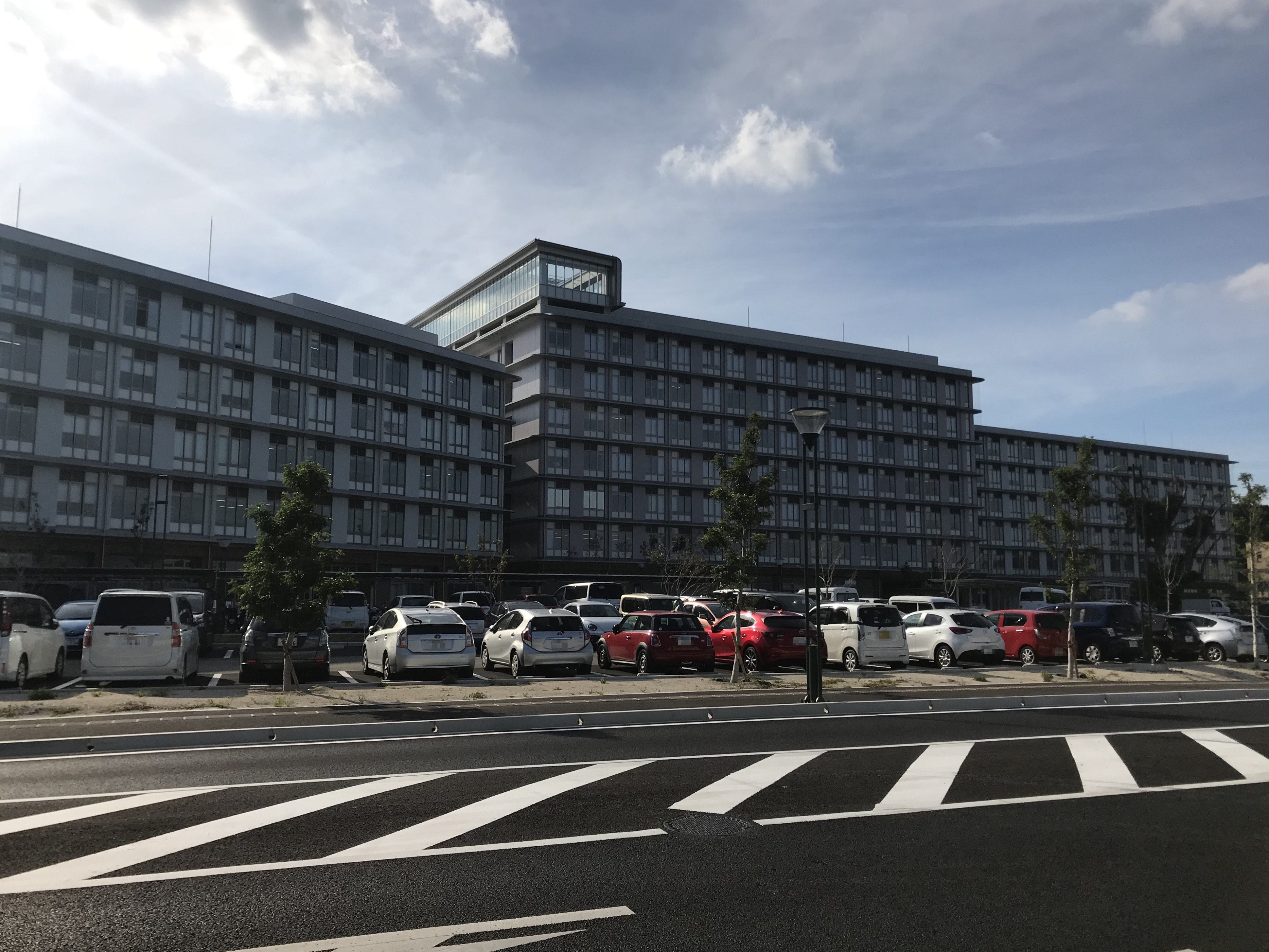
イースト2号館。

2018年（平成30年）10月にオープン。文系学部と工学部建築学科（人間環境学府・研究院）が置かれている。中央図書館や、石ヶ原古墳横穴式石室の移築展示などがある。この展示はキャンパス造成時に破壊することとなった石ヶ原古墳の位置にある。

## 保全緑地

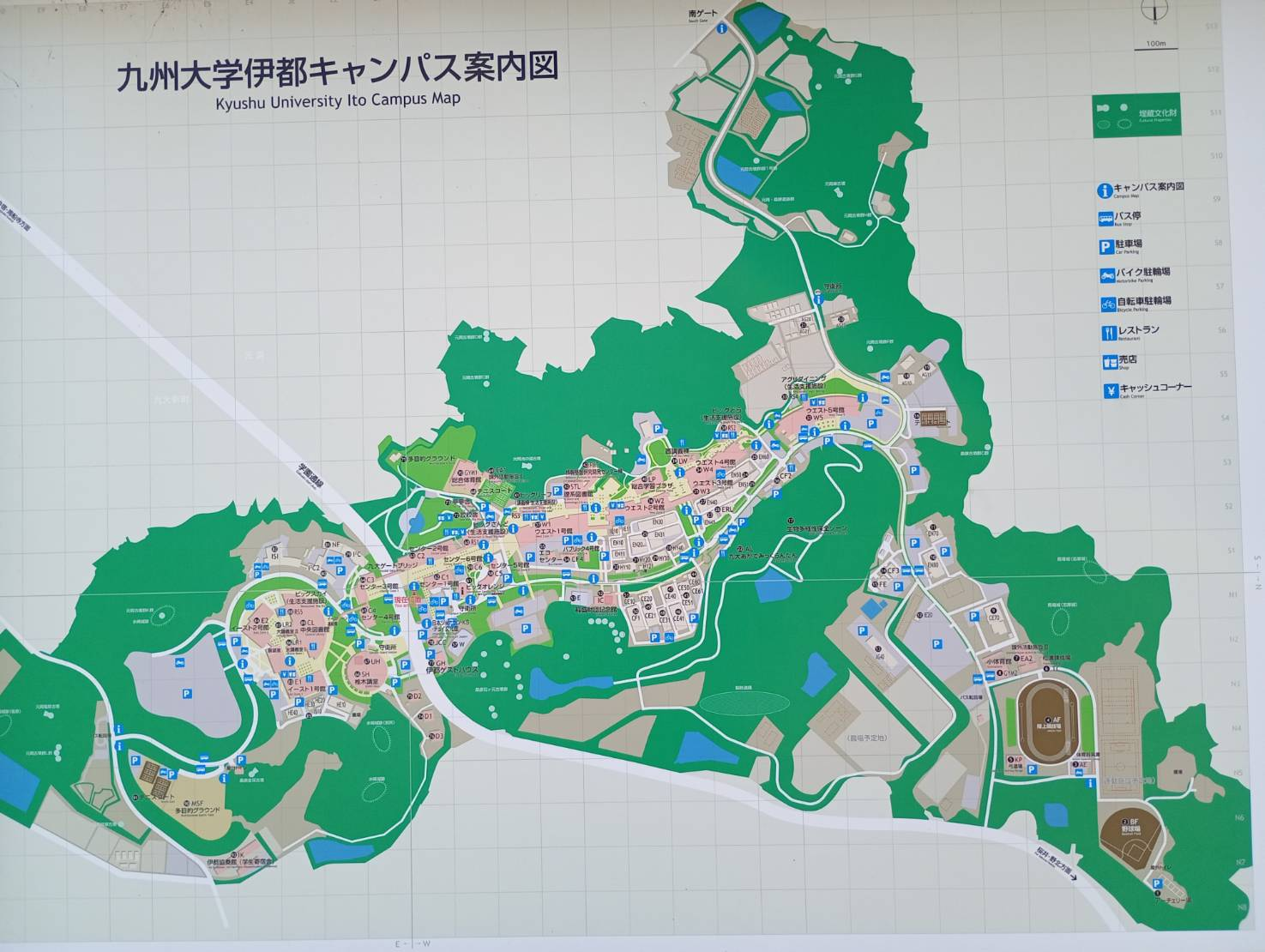
九州大学伊都地区に設置されているキャンパスマップ。元岡・桑原遺跡群を構成する遺跡がプロットされている。

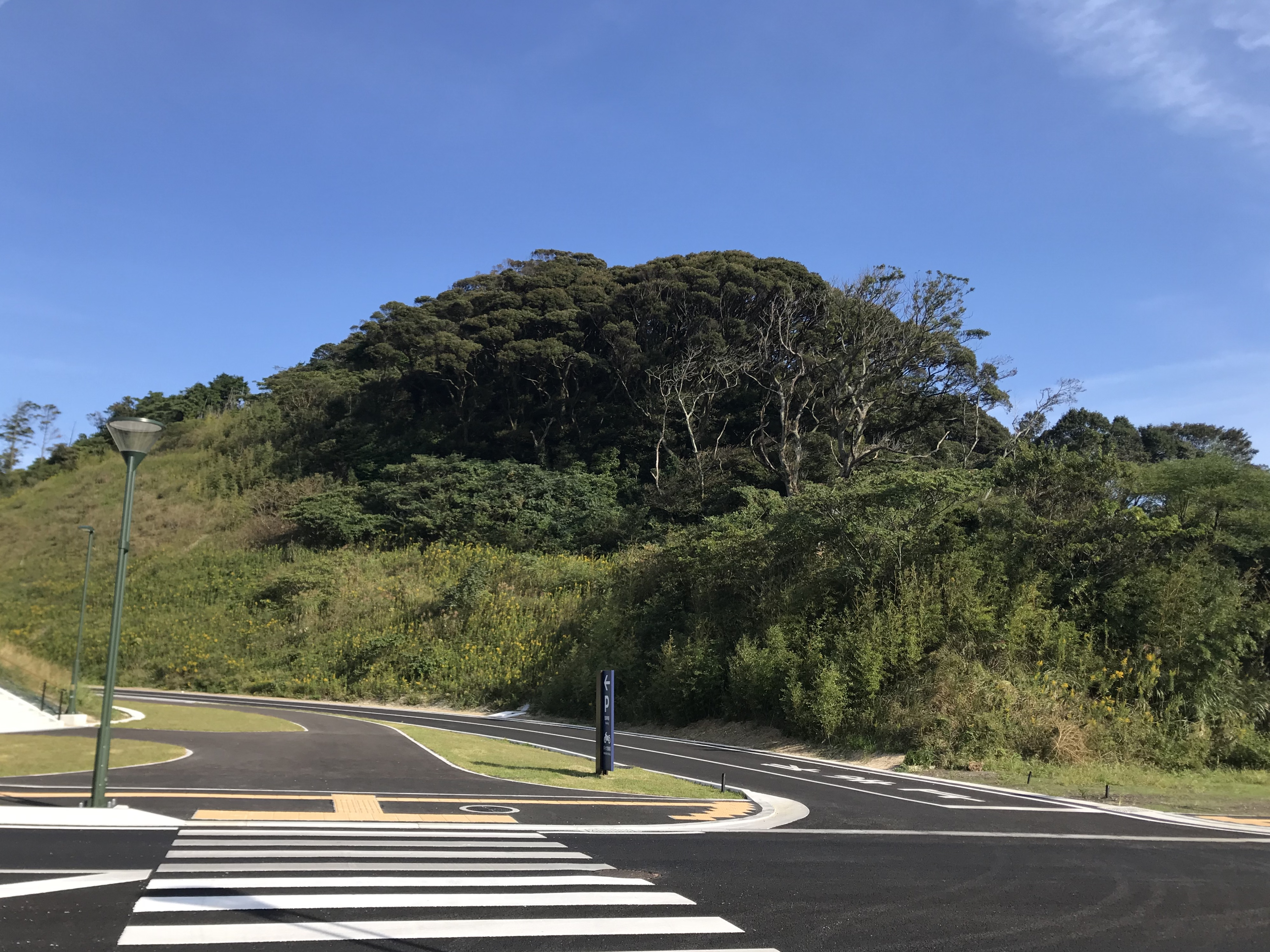
保全緑地。

自然環境または埋蔵文化財等の歴史的環境を保全や再生または活用するため、保全緑地が設けられており、伊都キャンパスの敷地のかなりの部分を占める。約100ヘクタールという面積に約650種の植物がみられ、様々な昆虫や哺乳類がみられる、生物多様性に富んだ地域である一方、群集墳や城跡などの原始から近世にかけての遺跡が点在し、複数の重要文化財の発掘地としての一面ももつ。

### 生物多様性保全ゾーン

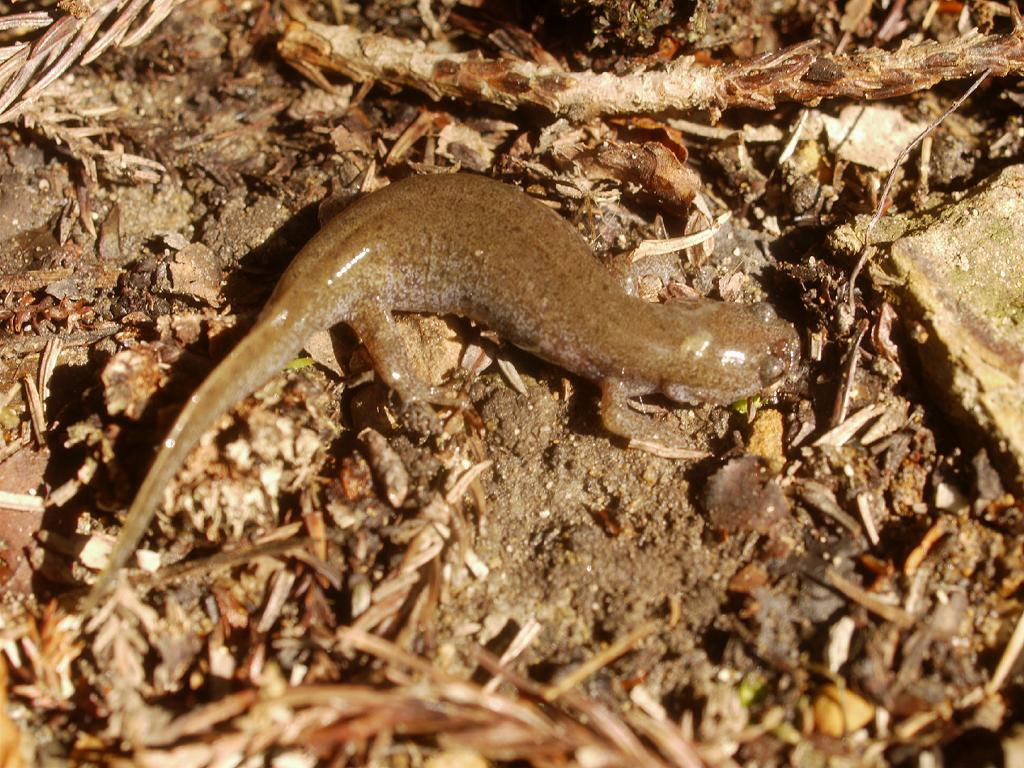
カスミサンショウウオ。湧水の水量減少により、産卵場所が一時失われたため、保全状況は危機的である。

生物多様性保全ゾーンはウエストゾーンの北に位置し、保全緑地の中心となる地域である。池、小川、湧水湿地、森林、草原など多様な環境が維持されていることもあって、300種をこえる植物が生育しているほか、カスミサンショウウオなどの希少な生物が生息しており、継続的に保全活動や環境監視調査が行われている。こうした環境であるため、学習実習、研究、部活やサークルの野外フィールドとしてよく利用されており、生物研究部や狩猟研究会などの学生からは「タヨゾ」という呼称で親しまれている。このゾーンを策定するにあたっては、造成される地域から1.3ヘクタールの森林を掘り取り、生物多様性保全ゾーンの盛り土斜面に移設する事業も行われた。除草などの管理の頻度が高く、草原が人工的に管理されている。砂防指定地があり、実際に土砂災害が発生したこともある。なお、2020年8月21日には、生物多様性保全ゾーン内の池において、九州大学大院でシステム情報科学を研究していた25歳男性の水死体が発見される事案が起きており、未解決のままである。北部域には製鉄遺構が50基近く発見されており、おおよそ8世紀代のものである。

### 生物多様性研究ゾーン
生物多様性研究ゾーンはウエストゾーンの南に位置し、理学部野外生物実験地に隣接していることもあって、生物多様性の研究を主な目的としている。元岡集落と隣接しており、ウエストゾーンと元岡集落は管理道で繋がっており、通学通勤路として利用されていた。尾根と沢地からなり、砂防指定地になっている急傾斜地も多く、過去に土砂災害が発生したこともある。竹林駆除が実施されているが、森におけるモウソウチクの浸食は続いている。イノシシの出没が特に多く、駆除用の罠も多く設置されている。元岡池ノ浦古墳（もとおかいけのうら-）、元岡古墳群C群、元岡古墳群D群が位置している。

### 史跡の森散策ゾーン
史跡の森散策ゾーンはセンターゾーンとイーストゾーンの北に位置し、人文系の研究拠点であるイースト一号館に隣接していることもあって、史跡の保全を目的としている。竹林駆除によって良好な常緑樹林や広葉樹林が残されている一方、イノシシの出没が多い。水崎城跡、戸山城、桑原金屎古墳（くわばるかなくそ-）、桑原石が元古墳群（くわばるいしがもと-）といった遺跡が位置している。

### 森林群落保全ゾーン(東部エリア)
森林群落保全ゾーン（東エリア）はイーストゾーンの南に位置し、植生誘導管理の実験を目的としている。丘陵地であり、古墳や山城跡に続く尾根道は散策に利用できる。一部に常緑樹林が含まれ、竹林駆除後に回復した樹林地がある。 水崎城跡、元岡古墳群L群、元岡古墳群K群、元岡塩除古墳（もとおかしおよけ-）といった遺跡が位置している。

### 森林群落保全ゾーン(西部エリア)

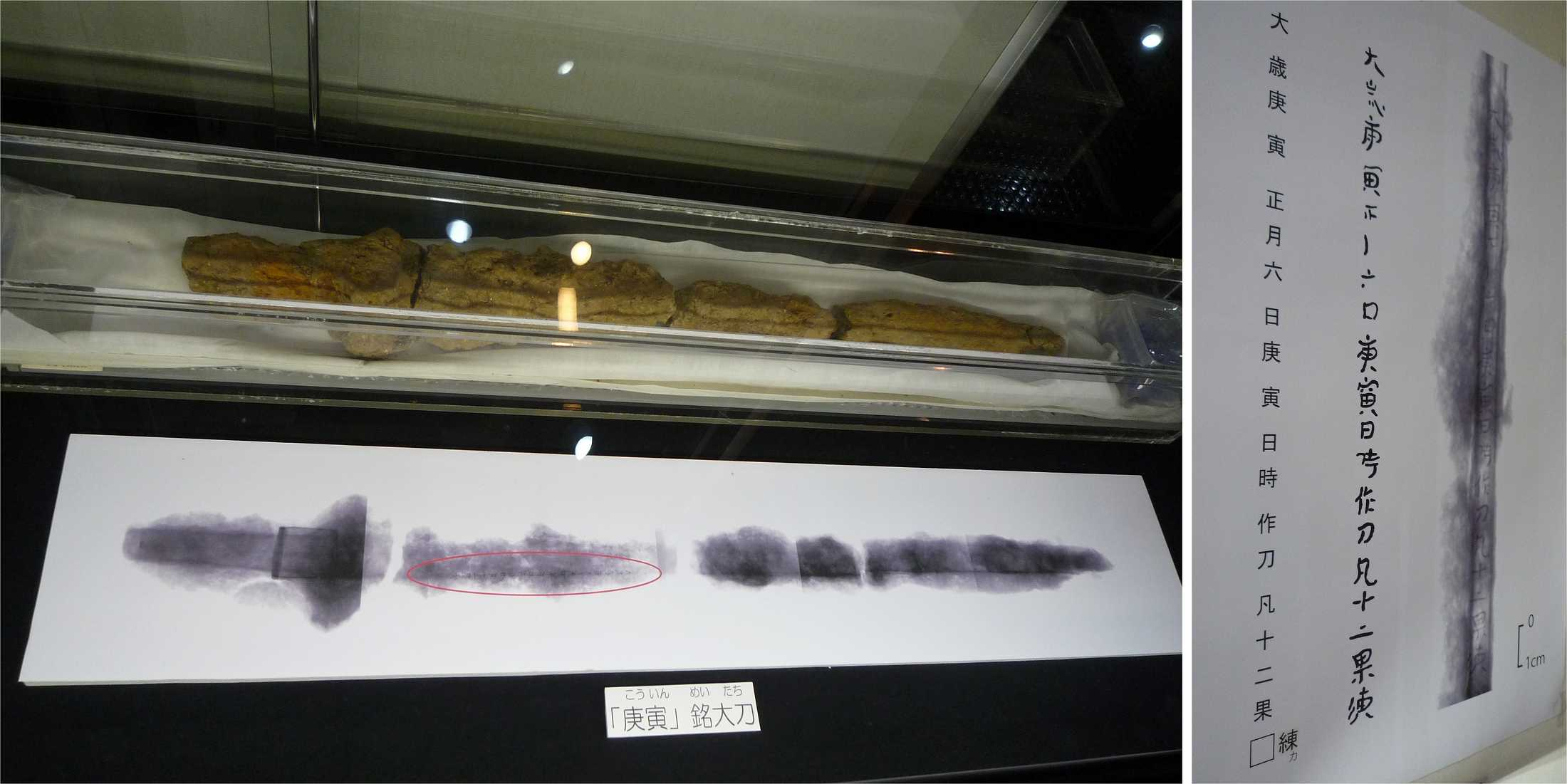
保全緑地内にある元岡G-6号墳出土の庚寅銘大刀（2011年10月9日撮影）。国指定重要文化財である。

森林群落保全ゾーン(西部エリア) は総合グラウンドなどの運動施設ゾーンや附属農場の西側に位置し、竹林管理手法確立の実験や照葉樹林の保全技術確立のための実験を目的としているほか、運動施設ゾーンに隣接していることもあって、トレーニングの場としての機能も担っている。比較的良好な常緑樹林が残されている一方で、北部ではクズの繁茂が著しく、景観を損ねている。南部では里道が整備されているものの、その先にある電波塔を使用している民間企業に管理が依存している。元岡古墳群G群、元岡古墳群H群、元岡古墳群Ⅰ群一号墳、元岡峰古墳（もとおかみね-）、馬場城（志摩城）が位置している。

### 森林群落再生ゾーン
森林群落再生ゾーンは運動施設ゾーンの北に位置し、林床移植や根株移植などによる森林の再生を目的としている。シイ類やカシ類を中心としたブナ科の植樹や根株の移植をし、森林の回復をはかっている途中段階であるがゆえにクズなどの繁茂が著しく、研究活動は行われておらず、除草が定期的に行われている。

### 調整池ゾーン
調整池ゾーンは史跡の森散策ゾーンと生物多様性保全ゾーンに隣接しており、利水機能を目的としている。防災調整池と周囲の試験田からなる。

## 移転計画

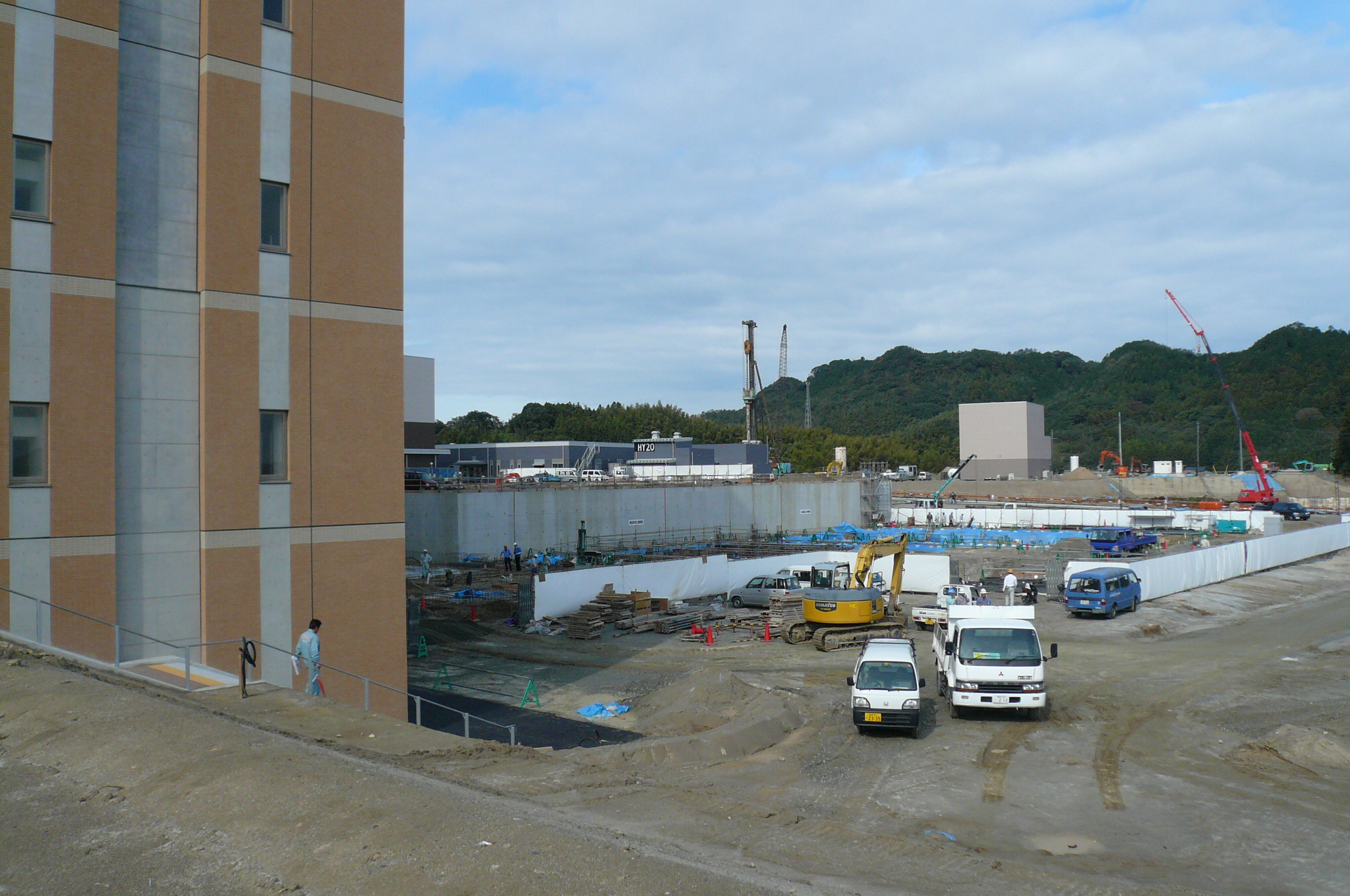
実験棟建設の様子（2006年11月撮影）。

九州大学の箱崎・六本松の両キャンパスは狭隘で老朽化しており、また箱崎キャンパスは福岡空港に近いうえ滑走路延長線上に位置するために航空機が発する騒音公害にさらされており、移転が計画されてきた。1970年代には筑紫キャンパス（春日市・大野城市）への全面移転が計画されたが、学生運動が盛んに行われていたことを背景に、地元住民の反対により実現しなかった。その後新たに計画が策定され、2005年（平成17年）度後期からおよそ10年間をかけて、箱崎、六本松キャンパスの設備・組織を福岡市西区の元岡地区に移動することが決定したが、その後の計画の修正により移転完了は2018年（平成30年）とされた。

### 計画概要
福岡市西区、糸島市にまたがる里山に新キャンパス（伊都キャンパス）を建設し、そこに九州大学を移転する計画。2005年（平成17年）10月から段階的に移転し、最終的な移転完了は2018年（平成30年）を予定している。当初は大学病院の移転も検討されたが、病院が現在より交通の不便な土地に移ることは利用者の利便性を損なうという観点から医師会による猛反対を受け、馬出地区（病院および医学部・歯学部・薬学部）は移転しない。また、旧九州芸術工科大学である芸術工学部も移転の対象からは外れており、現在の大橋キャンパスにとどまる。

### 移転の理由
九州大学は、移転の理由として、次のような内容を広報している。
- キャンパスが六本松・箱崎に分離していることから、全学教育と専攻教育・大学院教育のスムーズな連携や共同研究の実施等に障害が生じている。
- 施設の老朽化や狭隘化により、教育研究面の高度化や多様化への適応が困難である。
- 緑地の不足などキャンパスとしてバランスを欠く。
- 箱崎キャンパスは福岡空港の延長進入表面下にあり、航空機騒音により教育研究に著しい支障を来している。キャンパス内への航空機墜落事故再発[注 3]が懸念される。
- 箱崎キャンパスで高層化・集約化した施設を再開発整備することは、航空法上の制限表面、特に延長進入表面に掛かり厳しい高さ制限があるなどの要因から困難である。

### 計画の内容
3期の計画からなっている。まず2005年度（平成17年度） - 2007年度（平成19年度）に工学系キャンパスを移転させる。併せて理系図書館と食堂・寄宿舎の整備も行う。続いて2008年度（平成20年度） - 2011年度（平成23年度）は残りの用地取得と整備を行う。その次の2012年度（平成24年度）から2018年度（平成30年度）にかけて順次建物を移転する予定となっている。
馬出地区（医系）・筑紫地区（総合理工学府）・大橋地区（芸術工学部）の移転計画は無く、各地区での教育が続くことになる。

## 移転における問題点
- 首都圏や関西圏では1970年代に大学の郊外移転が進んだ後、2000年代以降は工場等制限法の撤廃に伴い都心回帰が進んでいる。都心立地のイメージが良いため学生募集に有利、他大学・企業との研究の連携や学生の就職活動の点から見て都心立地が有利などの理由によるが、伊都キャンパスへの移転はこれに逆行している。
- キャンパスが六本松・箱崎に分離していることから、全学教育と専攻教育・大学院教育のスムーズな連携や共同研究の実施等に障害が生じていることを解消すべく移転を行ったが、馬出・大橋・伊都・筑紫の4つのキャンパスに分散する結果となり、それぞれのキャンパス間の距離が著しく離れていることから、障害を撤廃できたとはいえない点。
- キャンパスへの人員輸送の中心は専ら「バス」が担っており、定時性に優れない点。また、坂道の起伏に富んでいることから、バイクや自転車、自動車による通勤・通学が中心となり、バス利用者も減少傾向にある点。
- 移転当初より、伊都キャンパス周辺における物販店、飲食店、本屋が乏しく、生活における利便性を著しく欠く点。
- 箱崎地区よりも、緑地の不足などキャンパスとしてのバランスを欠く点。
- 里山を開発してキャンパスを整備しているため、石ヶ原古墳に代表されるように、遺跡を破壊せざるを得ない状況になっている点。
- 里山を開発してキャンパスを整備しているため、環境破壊等の問題が指摘されている点。

## 交通問題

### 自転車通学の問題

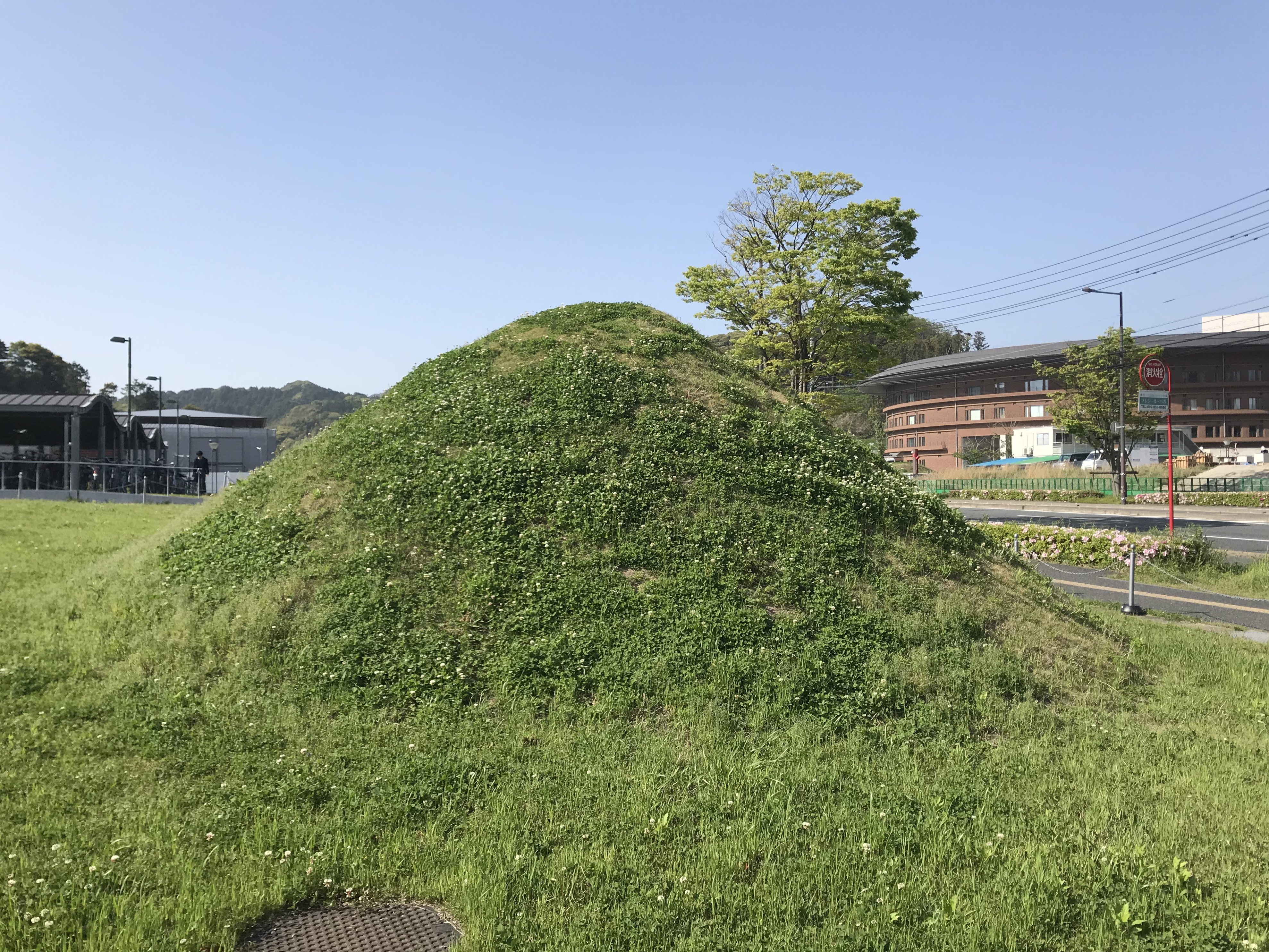
センターゾーンの古墳意匠造形物。度々、駐輪場増設の抗議運動の舞台となってきた。

九州大学が伊都地区への移転を計画していた段階において、大学生の通学手段はバスが中心になると予測されていた。そのため、自転車を交通手段とする人の割合はわずか13.7％であると見積もられ、センターゾーンの駐輪場の収容台数は1484台（センターゾーン利用者数よりはるかに少なめ）に設定された
。また、JR筑肥線の駅-伊都キャンパス間への未来型交通システムの導入が検討されていたため、自転車通学者はさらに少ないと見積もられていた。その後、キャンパス周辺のマンション増加や、コロナ禍以降の密を避けた通学手段を好む傾向の広がりなどから、自転車通学を行う学生が増え、駐輪場から自転車が溢れる現象の常態化がセンターゾーンで問題になった。実際に、大学当局の調査によると、自転車利用者は2015年時点で26％に達していた。大学当局は、駐輪場不足に起因する駐輪マナーの苦情への対応として、講習会等の実施、放置自転車の撤去、ビッグオレンジ横駐輪場利用喚起、駐輪場外に駐輪された自転車への警告文ビラ添付の措置等を行った。また、無断駐輪が常態化していた部室棟前や、駐輪場近辺の歩道、ウエスト1号館前の広場に、駐輪禁止を呼びかけるコーンを設置しチェーンで封鎖する対応を行った。しかしながら、バイク置き場や歩道への駐輪はいまだ改善されていない。また、大学側は、南側敷地（3号調整池周辺）や建物周りでの駐輪場の確保の検討が必要だという見解も示している。
こうした措置に対し、九州大学の交通問題を考える会（通称、九交会）は、2024年2月に学務部学生支援課宛てにこの問題に対する質問書を提出した。これを契機に、この問題を駐輪場の増設によって解決することを望む学生による抗議活動が活発化した。例えば、九州大学だめライフ愛好会は「駐輪場解放運動」と称して駐輪場増設を訴える運動を展開した。2024年6月26日には、だめライフ愛好会が伊都キャンパスセンターゾーンの駐輪場横にある古墳意匠造形物に複数の自転車を配置した。これは、過去に伊都診療所建設時に古墳意匠造形物を取り壊して土地の再利用を行った例があることから、仮に駐輪場が設置された場合に最も利便性に富む場所にある、センターゾーンの古墳意匠造形物群を取り壊して駐輪場にすることで、この問題に対処するべきであるということを訴えるために起こしたものであった。また、2025年6月3日以降、大学当局が駐輪場に停められていない自転車に警告文を添付することを開始したことを受け、だめライフ愛好会は駐輪場増設を訴えるため、古墳意匠造形物に自転車置き場を指し示す立て看板を複数回設置した。なお、これらの看板は古墳意匠造形物から撤去された。また、同時多発的に他学生も大学当局に対する抗議活動を行った。2025年6月7日、九交会は学務部に対し、看板撤去に関する質問状を提出した。

### バス通学の問題

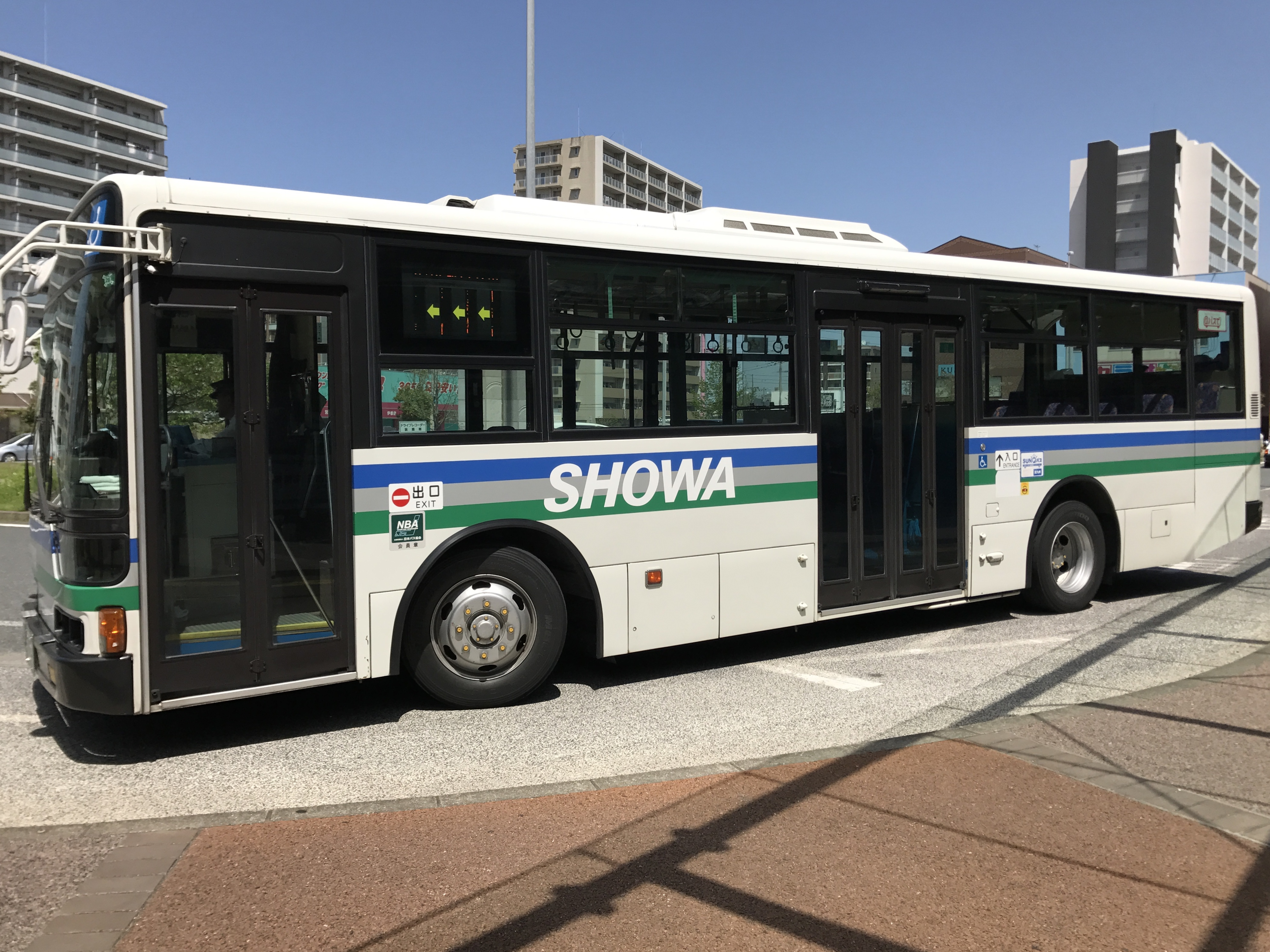
九大学研都市駅に来た昭和バス。

伊都キャンパスは、最寄り駅（九大学研都市駅）から遠く離れているため、バス通学の九大関係者が多いことが特徴である。2015年の調査では学生の45％、教員の39％がバスを利用している。しかしながら、駅までの主要な公共輸送手段である九州大学線は値上げや減便といった問題点があり、時間帯によっては大変混雑することが問題視されてきた。
2005年9月に、九大学研都市駅が新設され（詳細は九大学研都市駅を参照）、それに伴い、昭和バスは路線再編を実施し、九大学研都市駅-九州大学伊都キャンパス間を結ぶバス路線（九州大学線）などが形成された。当初、九州大学線の運賃は330円であったが、2009年に全学教育移転が開始されると、200円に値下げされた。ラッシュ時とそれ以外の時間帯での利用者の大きな差が生じることにより利益を出すことが難しいことや、全国的な運転手不足、人件費や燃料代の高騰によって、少しずつ運賃が上昇していった。2020年10月1日付で九大学研都市駅-九州大学伊都キャンパス間の九州大学線の運賃が250円から300円に変更され、回数券は一枚あたり208円から250円に変更される予定であることが、2020年7月にはTwitter（現X）で福岡県のトレンドにのるほどの話題となった。これを受け、学生団体のMobiStreet / モビストリートは昭和バスに対する直接インタビューを行った。 2023年12月22日には、昭和バス九州大学線・マリノア線の値上げと九州大学線専用区間指定回数券の廃止が決定し、2024年2月に330円への値上げが施行された。これを受け、九交会は学務部学生支援課に対してバス交通に関する聞き取りを行った。2024年2月19日に九交会は福岡市に対して、バス代の補助と、連接バスやバス専用レーンの導入などのバス高速輸送システムの導入を訴える要請文を提出し、これに高島宗一郎福岡市長、中山郁美市議、山口ゆうと衆院福岡3区候補が同席した。その後、2024年4月のダイヤ改正で1日の運航が7便に増やされたものの、混雑時にはバス停前に長い列ができ、バスの中はすし詰め状態になる状況が続いている。なお、マリノア線は2025年3月31日をもって廃止された。

## アクセス
- JR九州筑肥線九大学研都市駅から昭和バスに乗り換え九大ビッグオレンジ、九大理学部、九大工学部、九大農学部、九大船舶・航空実験棟、九大総合グラウンド、九大中央図書館、九大イーストゾーン、九大東ゲート各バス停で下車
- JR西日本山陽新幹線・JR九州鹿児島本線博多駅、西鉄天神大牟田線西鉄福岡（天神）駅、福岡市地下鉄天神駅・天神南駅から西鉄バスに乗り換え九大ビッグオレンジ、九大理学部、九大工学部、九大農学部、九大船舶・航空実験棟、九大総合グラウンド各バス停で下車

## 周辺
- 福岡市産学連携交流センター
- 有機光エレクトロニクス実用化開発センター
- セトル九大新町
- セトル伊都（伊都の湯どころ）
- いとLab＋
- 九大伊都 蔦屋書店

## ギャラリー

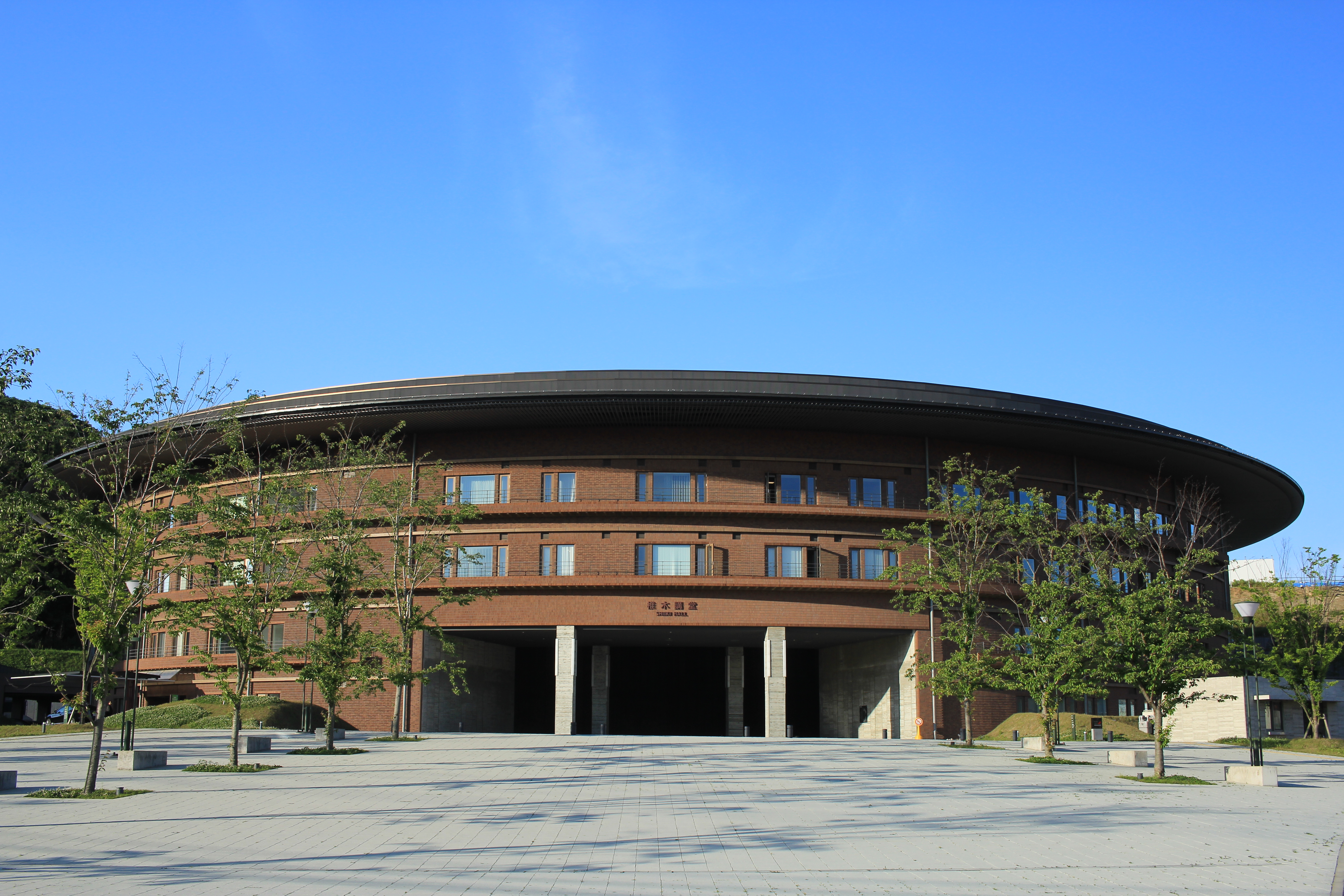
伊都キャンパス 椎木講堂
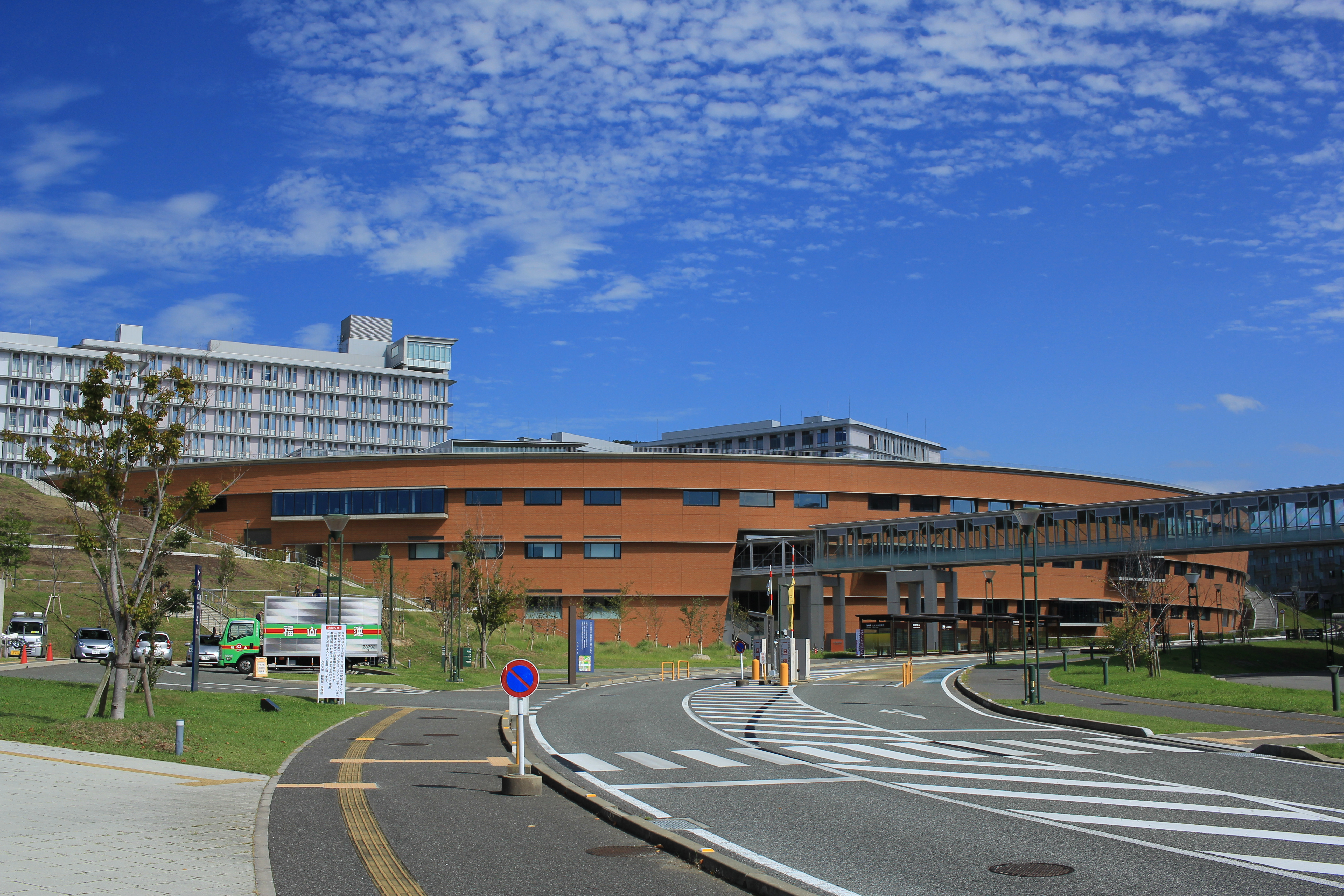
伊都キャンパス 中央図書館
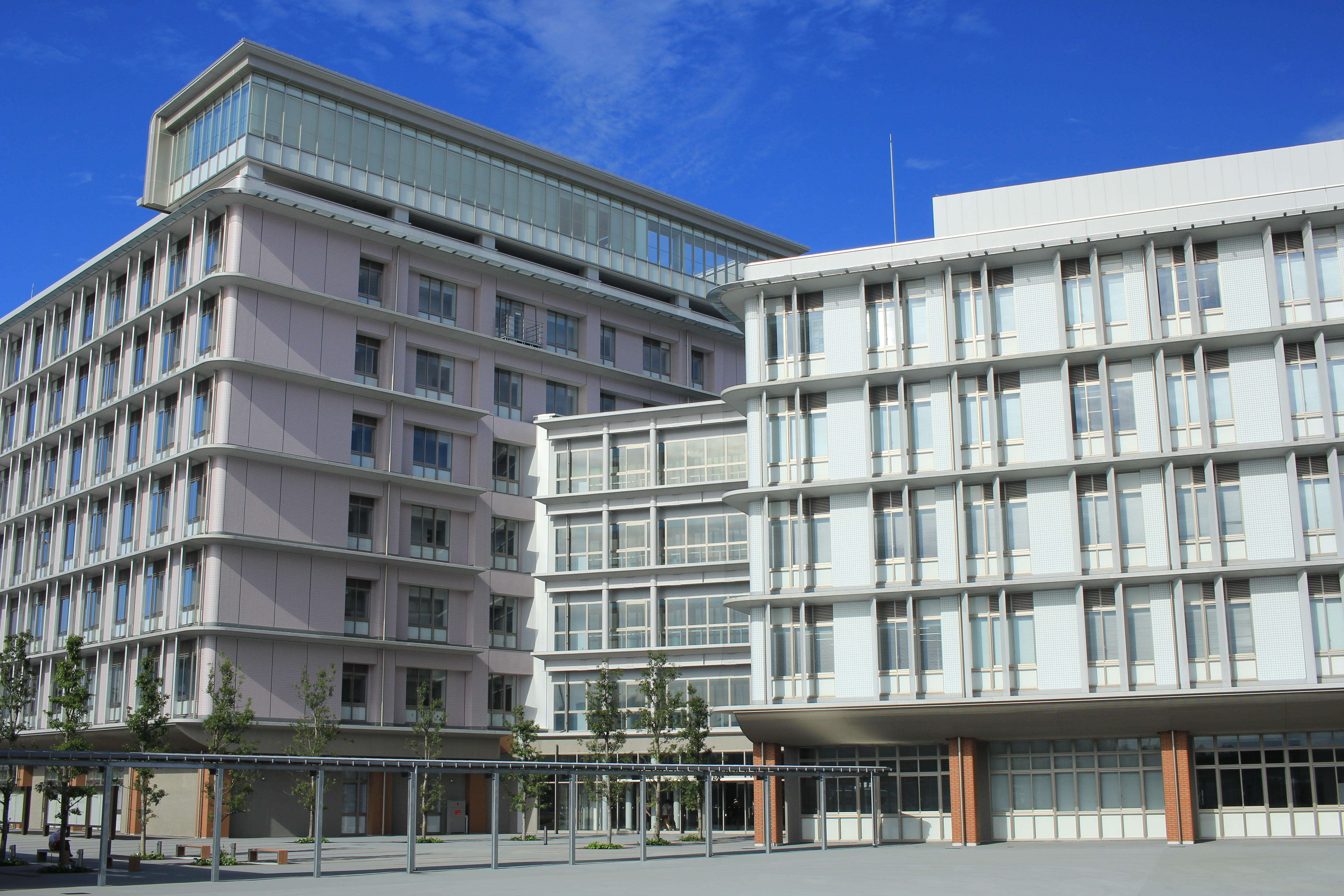
伊都キャンパス イーストゾーン
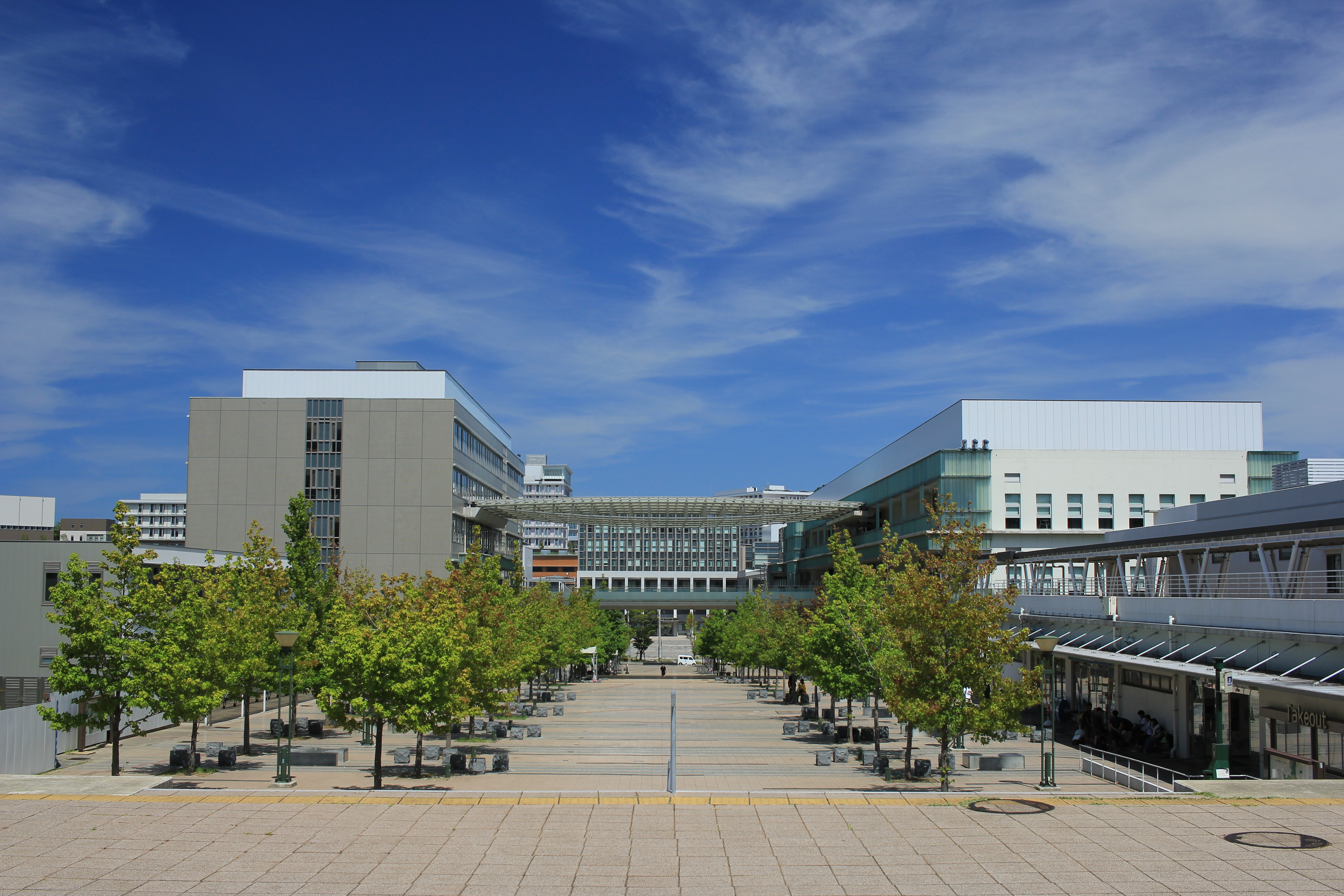
伊都キャンパス センターゾーン
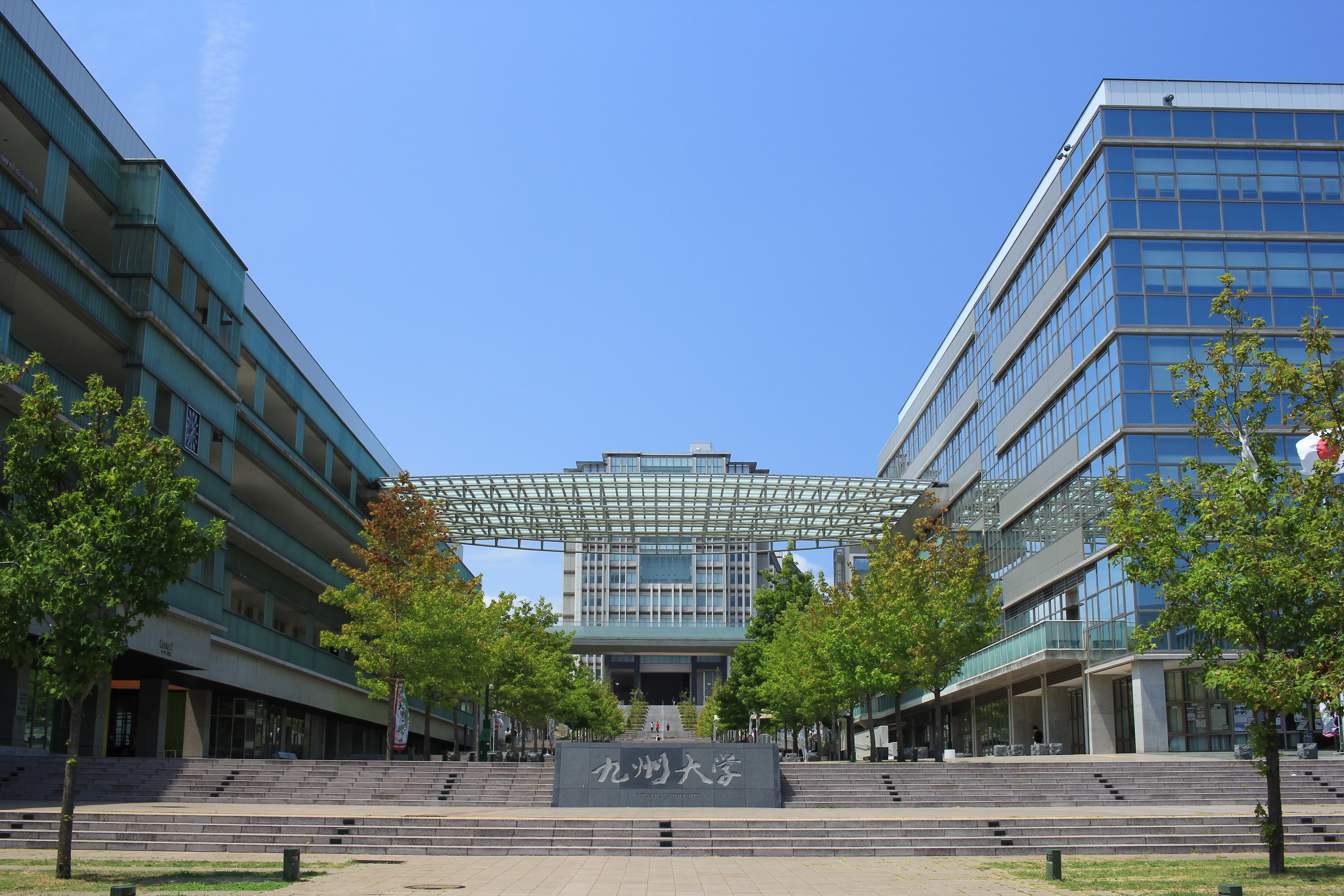
別角度から
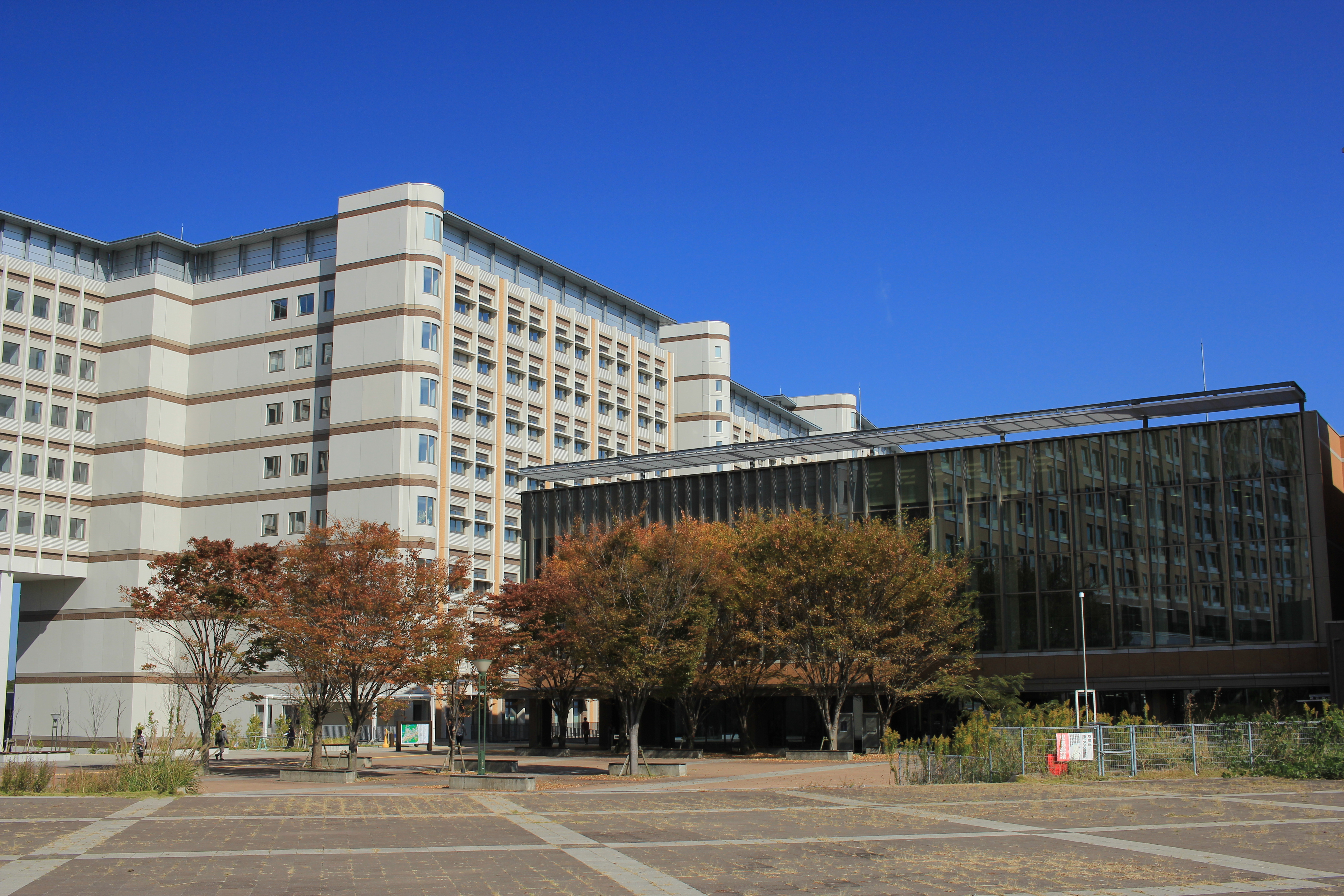
伊都キャンパス ウエスト1号館と理系図書館
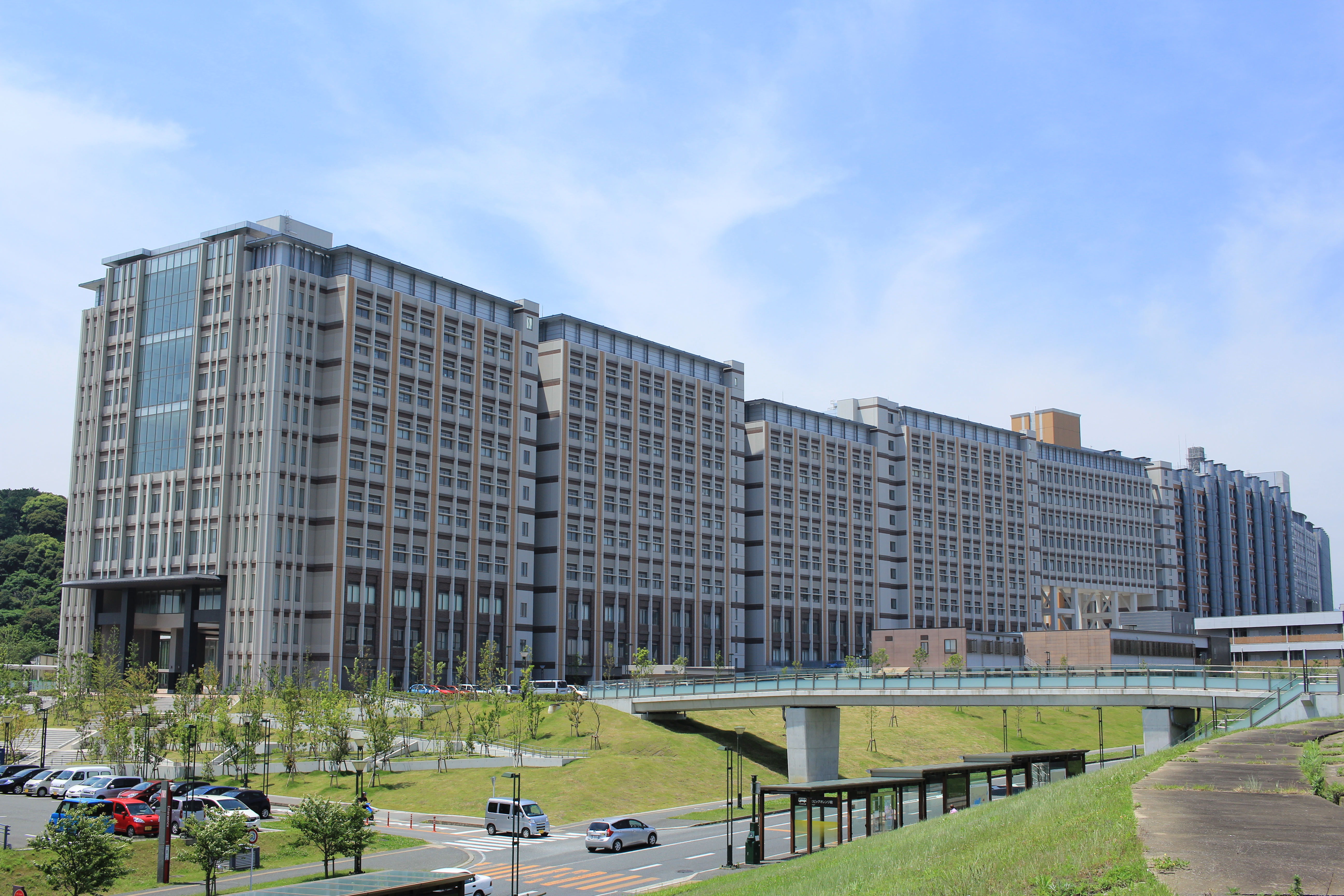
伊都キャンパス ウエスト1号館（別角度から）
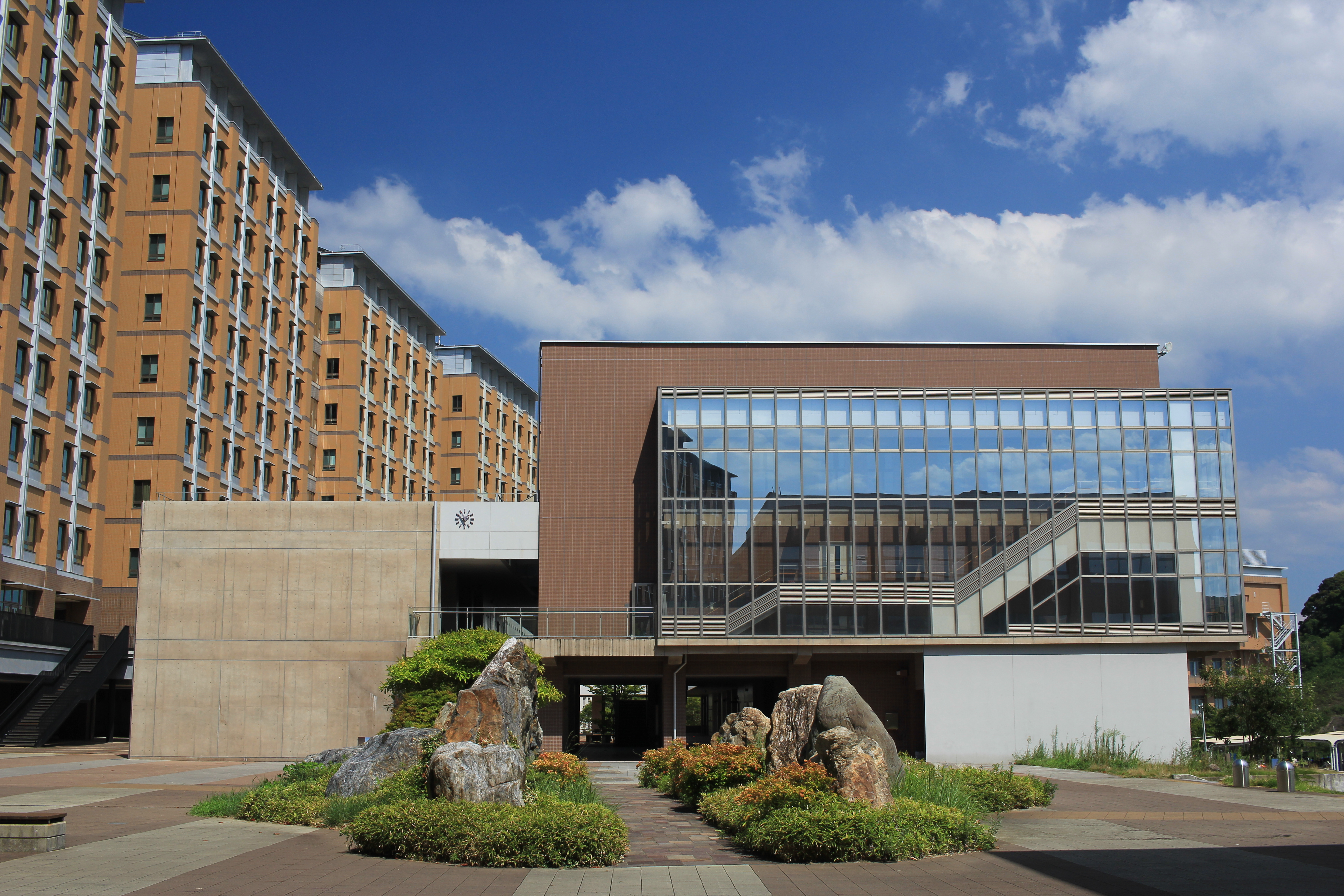
伊都キャンパス ウエスト2号館と総合学習プラザ
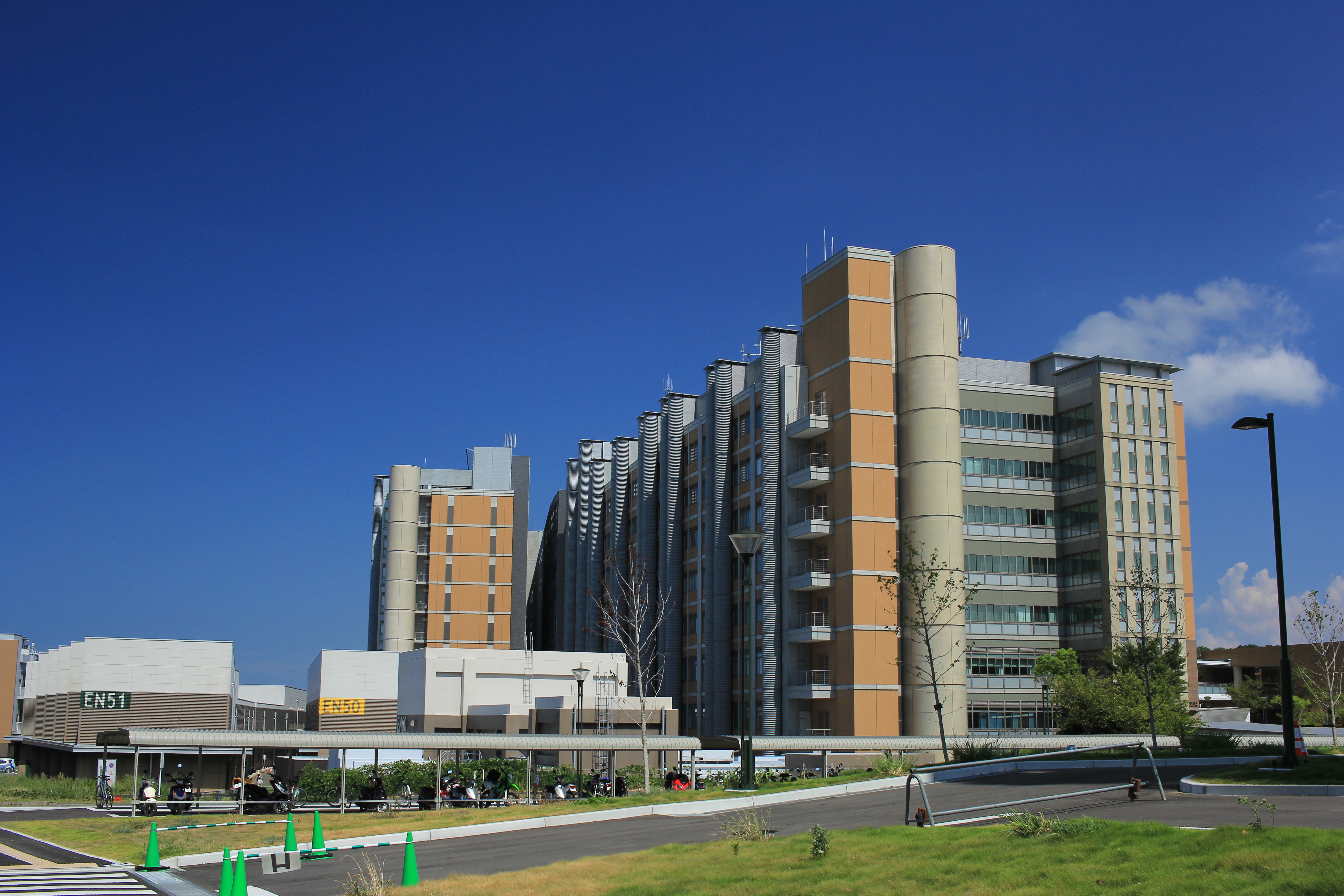
伊都キャンパス ウエスト4号館・3号館と実験施設群
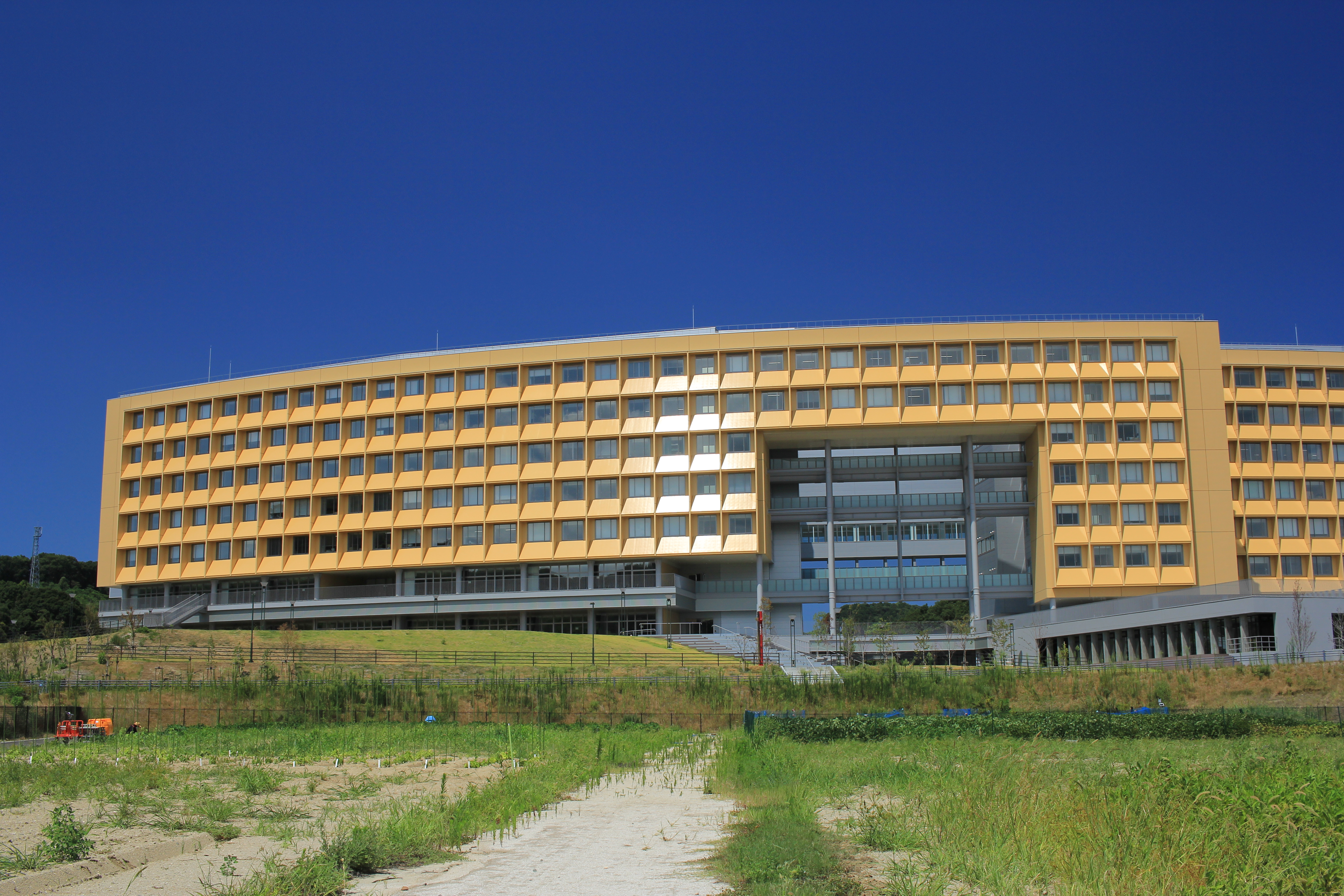
伊都キャンパス ウエスト5号館
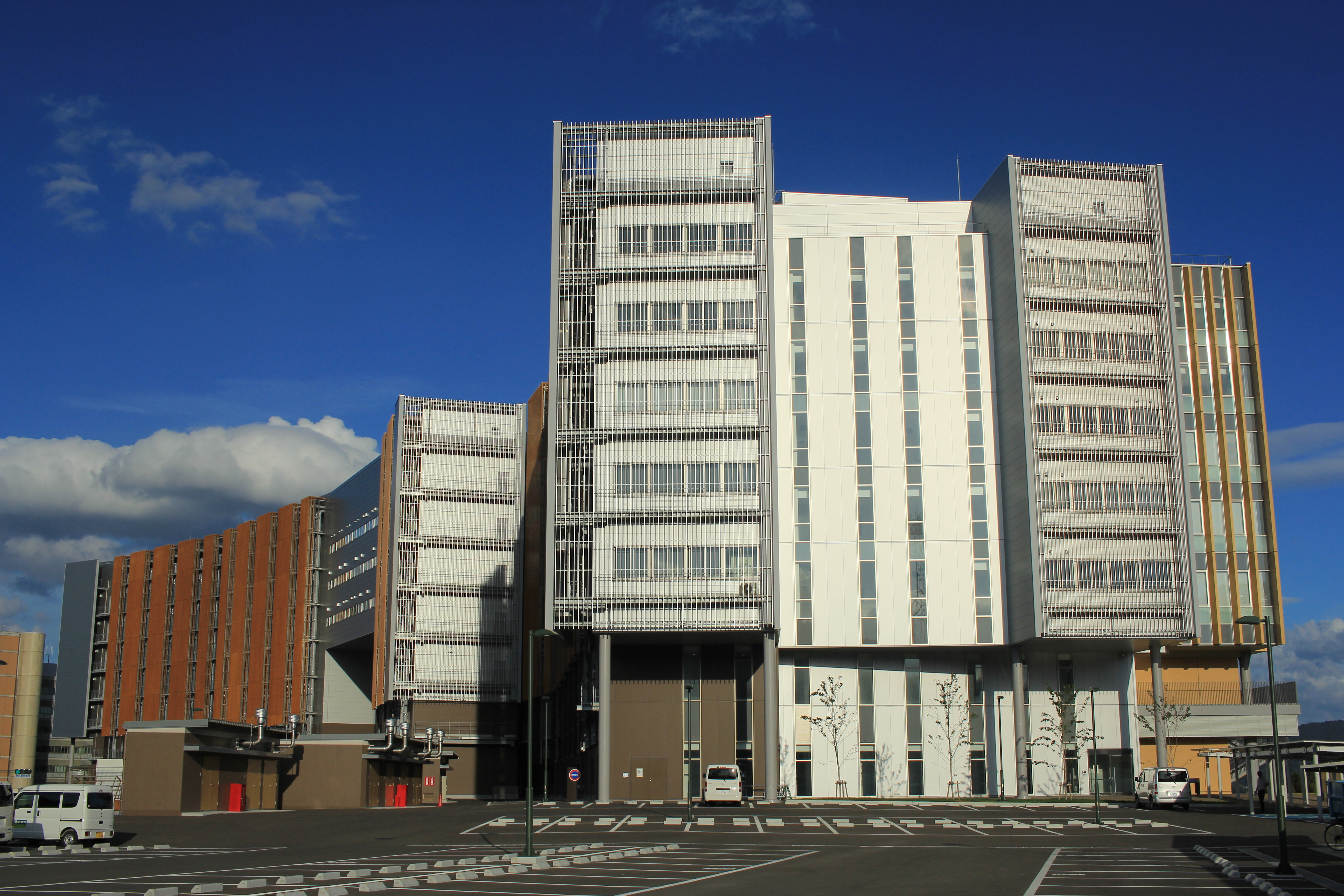
別角度から